# Andrei Grigorjewitsch Kostikow

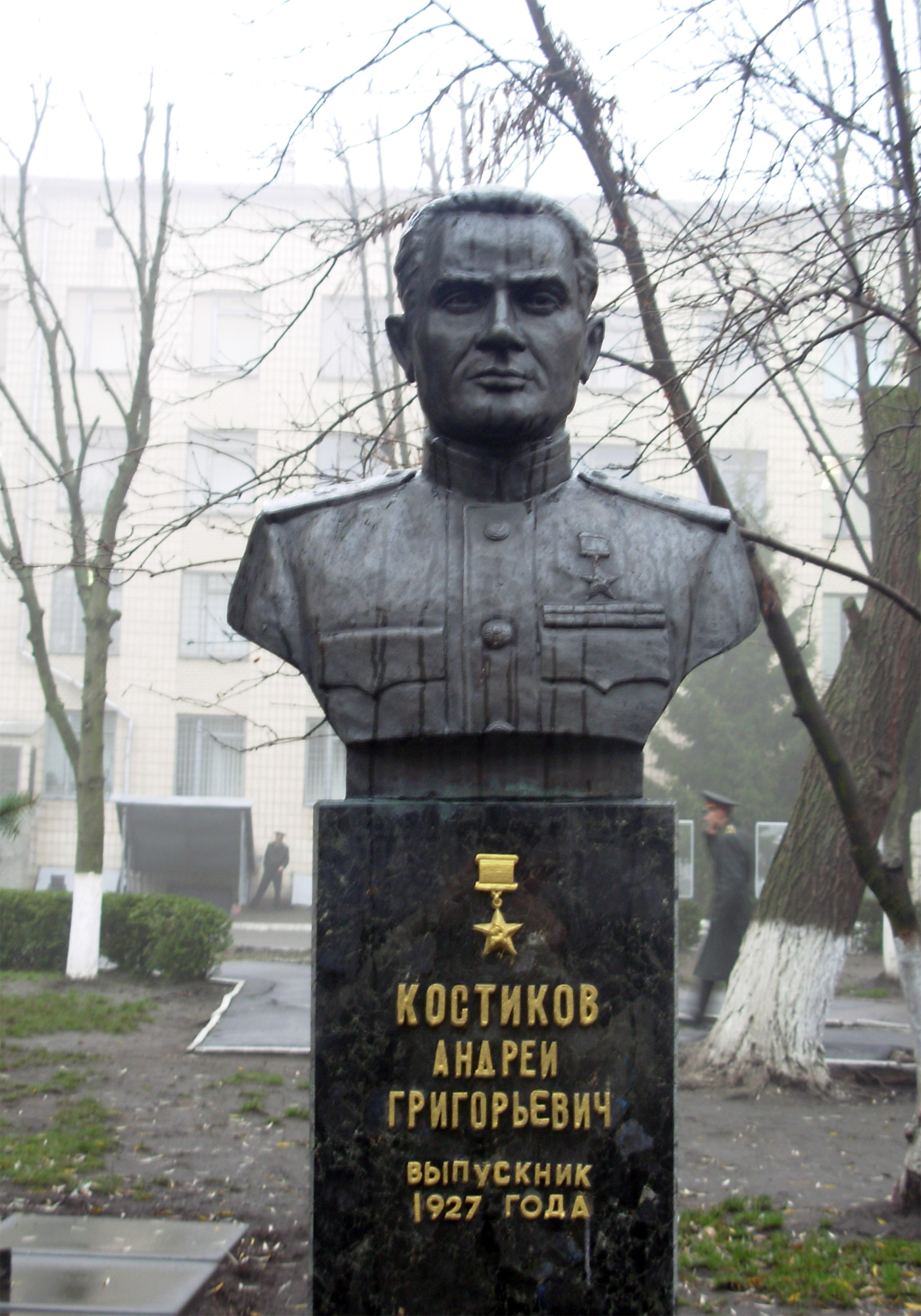
Monument von Kostikow am Militärinstitut für Telekommunikation und Informationstechnologie in Kiew, mit der Inschrift „Absolvent 1927“

Andrei Grigorjewitsch Kostikow (* 18. Oktoberjul. / 30. Oktober 1899greg. in Kosjatyn; † 5. Dezember 1950 in Moskau) war ein sowjetischer Ingenieur für Raketentechnik. Er gilt als Erfinder des legendären Katjuscha-Raketenwerfers.

## Leben
Kostikow war Sohn eines Handwerkers bei der Eisenbahn. 1912 nahm er eine Schlosserausbildung in Moskau auf. Ab 1915 arbeitete er als Schlosser in einer Maschinenfabrik in Petrograd, und 1917 als Mechaniker bei der Eisenbahn in Kiew. Dort nahm er an der Oktoberrevolution teil. 1919 meldete er sich als Freiwilliger für die Rote Armee. Im Januar 1919 trat er in die Kommunistische Partei ein.
Im August 1920 wurde er im Polnisch-Sowjetischen Krieg gefangen genommen, konnte aber im April 1921 fliehen. Nach politischer Überprüfung in einem Lager für zurückgekehrte Kriegsgefangene wurde er politischer Ausbilder in einer Kavallerieeinheit eines Infanterieregiments. Von 1922 bis 1926 studierte er an der 3. Kiewer Militäringenieurschule, und von 1930 bis 1933 an der Militärakademie für Ingenieure der Luftstreitkräfte „Prof. N. J. Schukowski“ Triebwerkstechnik und Raketentechnik. Danach arbeitete er am Forschungsinstitut für Raketentechnik (RNII-3) in Moskau, wo er ab 1936 die 2. Abteilung für Motoren leitete, und 1938 Chefkonstrukteur wurde. Er war beteiligt an der Entwicklung RS-82 und RS-132.
Am 28. Juli 1941 erhielten Iwan Issidorowitsch Gwai, Wassili Aborenkow und er für ihre Erfindung einer „mechanischen Anlage zum Abfeuern von Raketen verschiedener Kaliber“, den Leninorden mit der Hammer- und Sichel-Goldmedaille und den Orden Held der sozialistischen Arbeit.
Laut dem sowjetischen Generalstabsoffizier Kyrill D. Kalinow kam ihm die Idee für die Katjuscha beim Blättern in einem französischen Werk in der die Höllenmaschine von Joseph Fieschi beschrieben wurde. Einem System aus zwei Dutzend kleinkalibriger Kanonen auf einer gemeinsamen Lafette.
1942 wurde er Chefdesigner des „Projekts 302“ zur Schaffung eines Düsenjägers und erhielt den Stalinpreis. 1943 wurde er zum korrespondierenden Mitglied der Akademie der Wissenschaften der UdSSR gewählt. 1947 wurde er Vorsitzender der Kommission für neue Technologien an der Akademie.
Er starb am 5. Dezember 1950 an einem Herzinfarkt.